# Korjukivskyj rajon
Korjukivka rajon (ukrainsk: Корюківський район, tr. Korjukivskij rajon) er en af 5 rajoner i Tjernihiv oblast i Ukraine, hvor Korjukivka rajon er beliggende centralt i den nordlige halvdel af Tjernihiv oblast. Rajonens sydlige grænse følger i vid udstrækning floden Desnas løb. Mod nord grænser Korjukivka rajon op til den russiske Brjansk oblast.
Efter Ukraines administrative reform fra juli 2020 er den tidligere Korjukivka rajon nu udvidet med andre nærtliggende rajoner, så det samlede befolkningstal for Korjukivka rajon er nået op på 91.700.
Blandt byerne i Korjukivka rajon finder man Snovsk, der i 1935 blev omdøbt til Shchors til ære for Mykola Sjtjors, som var født i denne by. Han blev i 1918 indrulleret i det russiske kommunistparti, og i november 1918 blev han militær leder af de sovjetiske styrker, som erobrede byerne Tjernihiv og Kiev fra den Ukrainske Folkerepublik. I februar 1919 blev Mykola Shchors udpeget som borgmester for Kiev. Imidlertid blev han efter yderligere militær succes i Ukraine tilsyneladende dræbt under mærkelige omstændigheder i august 1919, ligesom hans grav findes på et besynderligt sted for en ukrainer, nemlig i den russiske storby Samara, ca. 1000 km øst for Moskva.
Byen Snovsk fik sit gamle navn tilbage i 2016, i medfør af en ukrainsk lov om forbud mod navne af kommunistisk oprindelse.